# Milena Vukoticová
Milena Vukoticová (* 23. dubna 1935 Řím) je italská divadelní a filmová herečka a bývalá tanečnice. Ztvárnila postavu Piny, manželky pana účetního Uga, v komediální sérii o Fantozzim. Objevila se také v posledních snímcích španělského režiséra Luise Buñuela Nenápadný půvab buržoazie (1974), Přízrak svobody (1976) a Ten tajemný předmět touhy (1977).
Narodila se v Římě roku 1938 do rodiny dramaturga srbsko-černohorského původu a italské klavíristky a hudební skladatelky. V Londýně a ve Vídni získala baletní a herecké vzdělání. Tančila ve Velkém baletu markýze du de Cuevas, ale rozhodla se pro hereckou dráhu.
V roce 1994 obdržela Stříbrnou stuhu (Nastro d'Argento) za nejlepší herečku ve vedlejší roli. Roku 2007 jí byla udělena italská cena Ciak d'oro za celoživotní mistrovství.

## Filmografie
- 2010 –  Dopisy pro Julii
  -  Scontro di civiltà per un ascensore a Piazza Vittorio
- 2007 –  All'amore assente
  -  Nepříznivý Saturn
- 2004 –  Vějíř lady Windermerové
- 2000 –  Lontano in fondo agli occhi
- 1999 –  Pan účetní opět zasahuje
- 1998 –  Medico in famiglia, Un (televizní seriál)
  -  Vado e torno (televizní film)
- 1996 –  Bruttina stagionata, La
  -  Favola (televizní film)
  -  Návrat pana účetního
- 1995 –  Carogne
- 1994 –  Anche i commercialisti hanno un'anima
  -  Italia Village
- 1993 –  Abissinia
  -  Fantozzi v ráji
  -  Prigioniera di una vendetta (televizní seriál)
  -  Stefano na kvadrát
- 1992 –  In camera mia
  -  Une famille formidable (televizní seriál)
- 1991 –  Cattiva
- 1990 –  Fantozzi alla riscossa
  -  Matilda
- 1989 –  Vallée des espoirs, La (televizní seriál)
- 1988 –  Anna
  -  Pan účetní jde do důchodu
- 1987 –  Anna (televizní seriál)
  -  Luxusní prázdniny
  -  Neznámá krajina
- 1986 –  Max, mon amour
- 1985 –  Mezzo destro, mezzo sinistro
  -  Via Mala (televizní seriál)
- 1983 –  Maléry pana účetního 2
  -  Měsíc v kanálu
  -  Nostalgie
  -  Occhio, malocchio, prezzemolo e finocchio
  -  Umění milovat
- 1982 –  Byt se žlutým kobercem
  -  Moji přátelé II
  -  Monsignor
- 1981 –  Bianco, rosso e Verdone
  -  Cornetti alla crema
  -  Třetí na řadě
- 1980 –  Locandiera, La
  -  Maléry pana účetního
  -  Milenci na neděli
  - Terasa
- 1979 –  Sabato, domenica e venerdì
- 1978 –  Braghe del padrone, Le
  -  Hotel Locarno
  - Per vivere meglio, divertitevi con noi
- 1977 –  Gran bollito
  -  Ten tajemný předmět touhy
- 1975 –  Agrese
  -  Amore vuol dir gelosia
  -  Caso Raoul, Il
  -  Moji přátelé
- 1974 –  Dracula cerca sangue di vergine… e morì di sete!!!
  -  E cominciò il viaggio nella vertigine
  -  Erotomane, L'
  -  Přízrak svobody
  -  Tempo dell'inizio, Il
- 1973 –  Villeggiatura, La
- 1972 –  Donnarumma all'assalto (televizní film)
  -  Nenápadný půvab buržoazie
- 1971 –  Trastevere
  - Venga a prendere il caffè da noi
- 1970 –  Adventurers, The
  -  Rosolino Paternò, soldato…
- 1968 –  Podivuhodné příběhy
- 1967 –  Arabella
  -  Zkrocení zlé ženy
- 1966 –  Marito è mio e l'ammazzo quando mi pare, Il
  -  Rita la zanzara
- 1965 –  Giulietta a duchové
  -  Made in Italy
  -  Questa volta parliamo di uomini
  -  Thrilling
- 1964 –  Giornalino di Gian Burrasca, Il (televizní seriál)
- 1963 –  Čtvrtek
  -  Gidget Goes to Rome
- 1962 –  Col ferro e col fuoco
  - Conquistatore di Corinto, Il
- 1961 –  Tototruffa '62
- 1960 – Il sicario